# Блудна
Блу́дна рі́чка (рос. Блудная река, якут. Блудная өрүс) — річка в Росії на острові Великому Ляховському з групи Ляховських островів (Новосибірські острови).
Довжина річки 151 км. Бере початок на північ від гори Чаллах-Хая й тече на північний захід. Впадає до моря Лаптєвих, утворюючи широке, до 300 м, гирло. В естуарії містяться острови. Похил річки — 0,2 м/км.
Русло звивисте. Деякі меандри перетворились на стариці. Ширина русла в середній течії становить 15 м, після прийому справа притоки Великої Тундрової розширюється до 40 м, біля гирла — 75 м. Глибина від 0,4 м у середній течії до 1,8 м у нижній. Дно піщане.
Береги пологі, трапляються обриви висотою 5 м. Нижня течія заболочена, утворюється багато озер, які стікають до річки (озера Кегелях-Кюєльлере).
| Росія | Це незавершена стаття з географії Росії. Ви можете допомогти проєкту, виправивши або дописавши її. |